# Capistrano (Ceará)
Pour les articles homonymes, voir Capistrano.
Capistrano est une municipalité brésilienne de l'État du Ceará.